# 国王湖

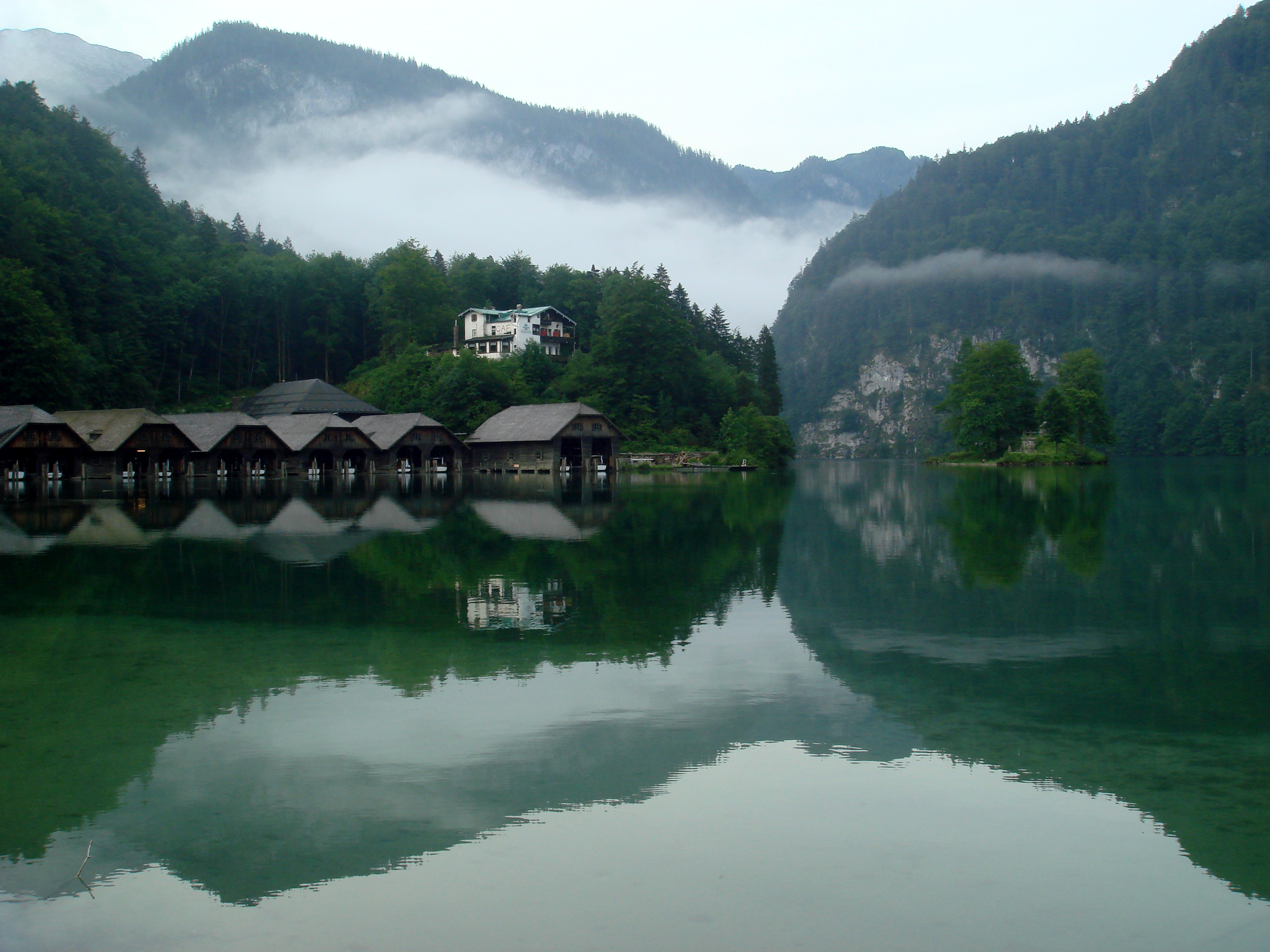
（Schönau am Königsee）

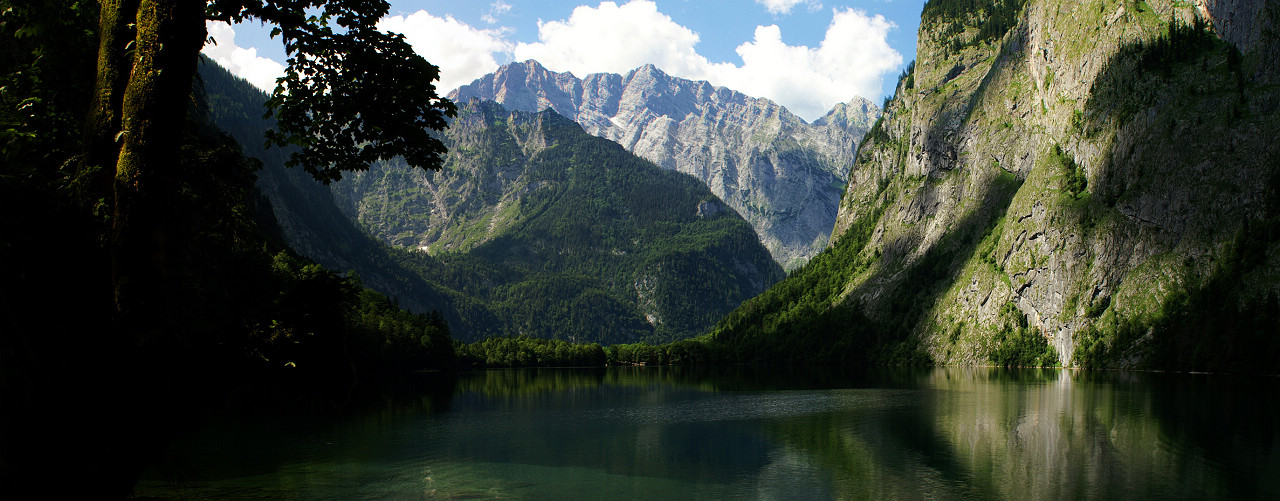
柯尼希湖的上湖

柯尼希湖（發音：[ˈkøːnɪçsˌzeː]），意译国王湖，位于德国巴伐利亚州的东南端，比邻德国和奥地利的边境小镇贝希特斯加登，在奥地利城市萨尔兹堡以南的德国阿尔卑斯山区内。柯尼希湖的湖水呈现翡翠绿色，清澈见底，是著名的旅游胜地。

## 地理
柯尼希湖在最后一个冰河时期由冰川形成，长7.7千米，最宽处约1.7千米，湖岸线长19.96千米，面积5.218平方千米，湖水容量511,785,000立方公尺，平均水深98.1米，最深处190米，是德国最深的湖泊。除了出口处毗邻城镇外，柯尼希湖完全被阿爾卑斯山脉环抱，其中包括德国的第二高峰瓦茨曼山脉（Watzmann）。

## 旅游

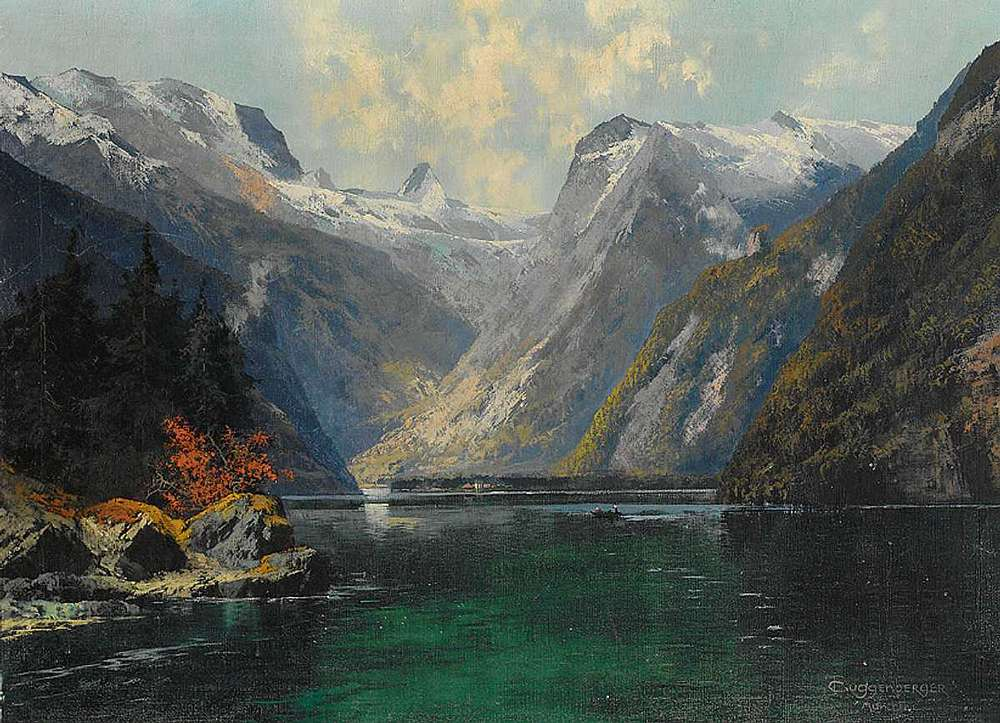
Theodor Otto Michael Guggenberger (1866-1929): 从柯尼希湖上瞭望圣巴多罗买和瓦茨曼山脉, 帆布油画, 59 x 80 cm

柯尼希湖和它所在的贝希特斯加登国家公园是德国著名的旅游胜地。柯尼希湖因其清澈的湖水而闻名，它被认为是德国最干净和最美丽的湖。正由于这个原因，1909年起，只有电动船、手划船和脚踏船才被允许在湖中航行。
柯尼希湖上航行着19艘电动船，第一艘电动船在1909年投入使用，现在仍在服役的年龄最老的那艘建造于1920年，以前的船都是由木材打造，2003年才新造了两艘铁质船。
柯尼希湖航船旅行的一个特色节目是，当电动船行驶到距圣巴多罗买一半航程的时候，船长会停下船，在险峻的群山间的湖面上吹起喇叭，演绎多重的回声。
因为柯尼希湖的源头没有农业运作，而湖边的居民从1980年起使用管道处理生活用水，湖水清澈，水质达到饮用水标准。
柯尼希湖中生活着很多鳟鱼，当地居民将鱼腌制后食用或提供给游客，是当地的一个特产。

## 聖巴爾多祿茂教堂

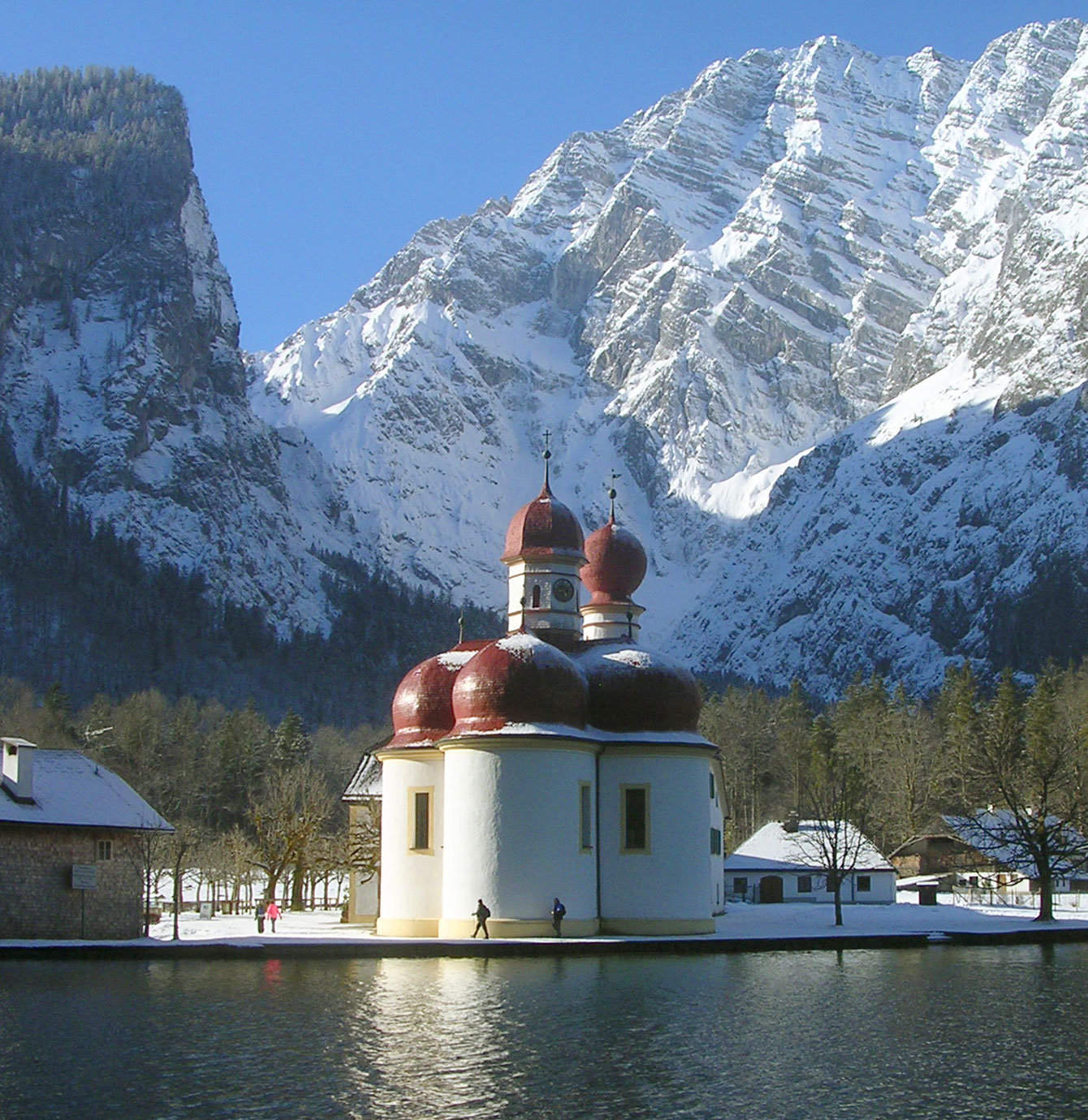
柯尼希湖边的聖巴爾多祿茂教堂（St. Bartholomä）

聖巴爾多祿茂教堂是柯尼希湖的标志。坐落在柯尼希湖西岸中段半岛上的聖巴爾多祿茂教堂小而别致，以其特别造型而出名，红色圆穹顶呈洋葱型，礼拜堂半圆形后殿分成对称的三瓣。
教堂始建于12世纪，16世纪开始发展成为巴洛克风格。礼拜堂的名字取自耶稣十二门徒之一的聖巴爾多祿茂，他被认为是阿尔卑斯山里农民和挤奶工的主保圣人。教堂半圆形后殿圣坛上供奉的分别是圣巴多罗买、基督教圣人圣凯瑟琳和耶稣十二门徒之一的圣雅各。
教堂邊的同名狩獵屋是在12世纪与教堂一同建造的，现在是一家小饭店。

## 冰冻期

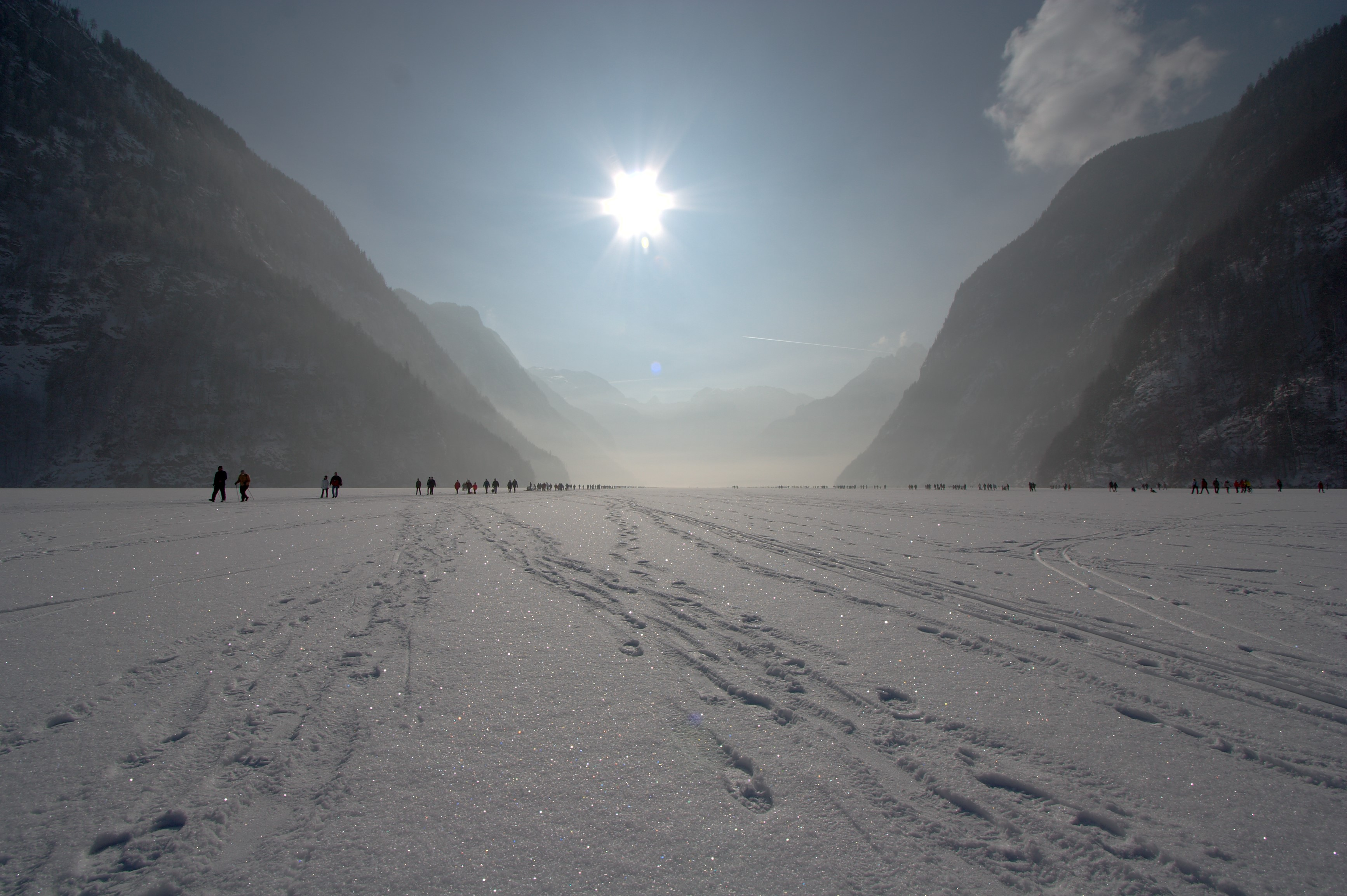
游客在结冰的柯尼希湖上行走

由于柯尼希湖面积很大，只有在非常寒冷并且无风的冬季，湖面才有可能结冰。这种情况平均每八年出现一次，最近一次是在2006年1月至2月间，总共29天，冰层厚达40厘米。
湖面结冰时，航船停驶，如果冰层超过15厘米足够厚实，当地旅游业管理者会在湖中冰层上标示出一条通往聖巴爾多祿茂的步行道路，向游客、自行车和徒步旅行者开放，但游客必须严格遵守标记的指示，因为湖面的西侧冰层比东侧薄。
1964年1月19日，一个冒险者驾驶他的大众甲壳虫汽车未经允许在夜晚驶上结冰的湖面，结果在从聖巴爾多祿茂回来时与汽车一起沉入湖底。直到1997年这辆汽车和冒险者腐烂的尸体才被潜水艇在120公尺深的湖底找到。

## 资料来源
1. ↑  周定国 (编). . . 北京: 中国对外翻译出版公司. 2007. ISBN 978-7-500-10753-8. OCLC 885528603. OL 23943703M. NLC 003756704 （中文（中国大陆））.
2. ↑  http://www.koenigsseeportal.de/wcms/bin/Server.dll?Article?ID=291&Session=2-yMBgc7uc-0-110246200756030918 的存檔，存档日期2007-09-30.
3. ↑  http://www.koenigsseeportal.de/wcms/bin/Server.dll?Article?ID=216&Session=2-yMBgc7uc-0-501036200737032017 的存檔，存档日期2007-09-30.